# Lanciana albidicornis
Lanciana albidicornis är en insektsart som beskrevs av Walker, F. 1869. Lanciana albidicornis ingår i släktet Lanciana och familjen vårtbitare. Inga underarter finns listade i Catalogue of Life.